# Босутски партизански одред
Босутски партизански одред је био партизанска јединица у саставу Народноослободилачке војске и партизанских одреда Југославије током Другог светског рата у Југославији.

## Историјат
На основу наредбе Главног штаба Војводине од 22. јула 1944. од 1. и 2. сремског народноослободилачког партизанског одреда су формирани Фрушкогорски, Посавски и Босутски народноослободилачки партизански одред. У састав Девете војвођанске бригаде ушао је 11. септембра 1944. године.